# Selbstporträt mit Skelett
Das Selbstporträt mit Skelett ist ein Gemälde des deutschen Malers Lovis Corinth. Das Bild wurde vom Künstler 1896 in München gemalt und fertiggestellt, heute hängt es in der Städtischen Galerie im Lenbachhaus in München.

## Bildbeschreibung
Das Gemälde zeigt die beiden Protagonisten, Corinth und das Skelett, nebeneinander, im Hintergrund scheint das Panorama der Stadt München auf, das durch das breite Atelierfenster zu sehen ist. Das Bild schneidet die Körper in Brusthöhe ab und stellt entsprechend nur Oberkörper und Köpfe dar. Nach dem Werkverzeichnis von Charlotte Berend-Corinth zeigt das Bild „Corinth vor einem großen Atelierfenster, in einem blaßblauen karierten Hemd. Durchblick auf München in Rosa und Violett.“
Der Maler stellt sich selbst kaum oder gar nicht idealisiert dar. Er trägt einen Schnurrbart und kurze dunkle Haare, die durch Geheimratsecken gekennzeichnet sind, außerdem ein kariertes helles Hemd mit dunkler Krawatte. Das Skelett ist an einem Gestänge mit einem Bügel im Schädel aufgehängt und ein wenig niedriger als der Künstler. Ein Atelierfenster im Hintergrund erhellt die Szene und stellt die beiden Figuren in ein Gegenlicht. Es zieht sich über die gesamte Breite des Bildes und besteht aus kleinen Feldern, von denen zwei Reihen mit jeweils vier Feldern teilweise sichtbar sind. Eines dieser metallgerahmten Fenster ist geöffnet. Diese zum Betrachter hin in den Raum hinein geöffnete Scheibe befindet sich direkt hinter Corinth und rückt diesen dadurch optisch nach vorn. Die metallenen Rahmen der Fensterscheiben bilden zwei Kreuze, die rechts und links von Corinth zu sehen sind. Ein drittes Fensterkreuz ist durch das Skelett verdeckt. Das Fenster bietet einen Ausblick auf einen weißgrauen Himmel. In der unteren Hälfte der unteren Fensterreihe sind in einem Ockerton angedeutete Gebäude, Dächer und Kirchtürme zu erkennen. Rauchende Schornsteine weisen auf Industrie hin.
Die Signatur Corinths findet sich am rechten oberen Bildrand in feinen Buchstaben gezeichnet und somit für ihn eigentlich sehr untypisch. In einer Kartusche schrieb er:
Lovis Corinth.
38 J. a. 1896.
Das „J.“ steht für Jahr und gibt sein Alter an, das „a.“ für anno und bezeichnet das Jahr. Diese Signatur wird als Hinweis auf das frontale „Selbstbildnis“ Albrecht Dürers (um 1500) als Vorbild interpretiert.

## Entstehung und Deutung

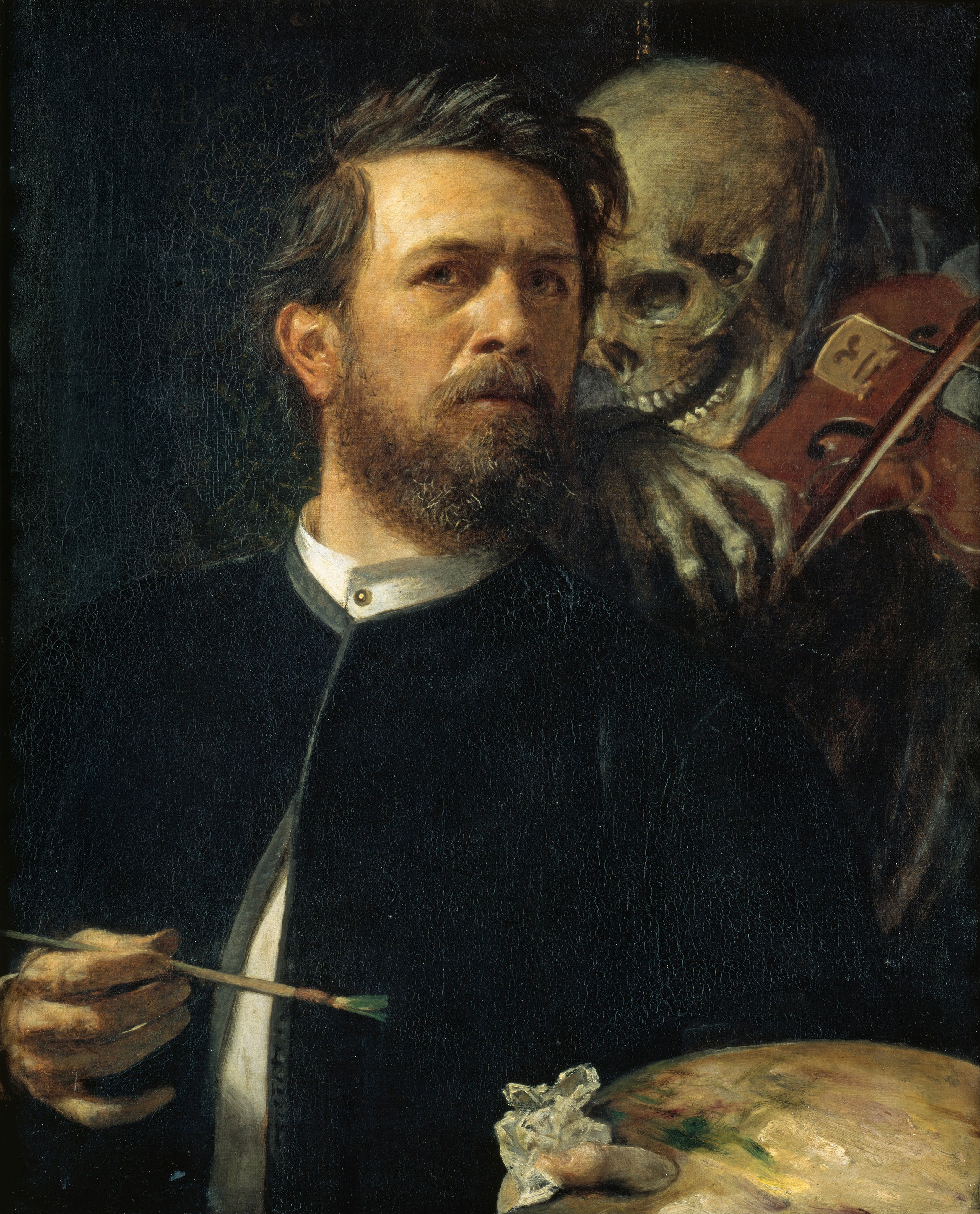
Arnold Böcklin: Selbstbildnis mit fiedelndem Tod, 1872

Lovis Corinth malte das „Selbstporträt mit Skelett“ als Antwort auf das „Selbstbildnis mit fiedelndem Tod“ des zu diesem Zeitpunkt in München und in ganz Deutschland sehr bekannten und geschätzten Schweizer Malers Arnold Böcklin. Böcklin stellt das Skelett in seinem Bild lebendig dar, es spielt eine Geige, der der Künstler lauscht. Auf diese Weise will er darauf aufmerksam machen, dass das Leben endlich ist (Memento mori), zugleich dient der Tod dem Künstler als Muse. Das Skelett und das Geigenspiel sind in diesem Kontext ein bekanntes und seit dem Mittelalter häufig genutztes Motiv. Auch Hans Thoma griff 1875 das Motiv des Skeletts als Muse in seinem „Selbstbildnis“ auf. Hier schaut dem malenden Künstler ein mit einem Lorbeerkranz geschmückter Schädel über die Schulter und über seinem Kopf, im Geäst eines Baumes, sitzt zudem der Gott Amor.
Lovis Corinth greift das Motiv auf und stellt es in einen vollständig neuen Kontext. Er stellt ein Skelett dar, wie es im Normalfall als Lehrmodell für anatomische Demonstrationen in der Medizin verwendet wird – unlebendig und in Form eines Gegenstandes, dem alle Bedrohlichkeit und Symbolkraft genommen wurde. Das Skelett als Gebrauchsgegenstand hält sich nur durch die Aufhängung an einem Eisenständer aufrecht. Verstärkt wird der Wirklichkeitsbezug durch die reale Großstadtdarstellung mit qualmenden Schloten, die durch das Fenster in den hell erleuchteten Raum dringt. Der Künstler zeigt mit der Darstellung seiner Person mit dem Skelett die klare und natürliche Begrenzung des Lebens durch den Tod auf, an der keine Mystik vorhanden ist.

## Einordnung in das Werk Corinths

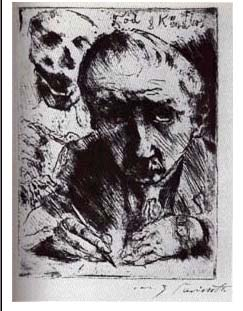
Lovis Corinth: Tod und Künstler, 1921 (aus der Radierungsmappe „Der Totentanz“)

Das Selbstporträt mit Skelett gehört bis heute zu den bekanntesten der zahlreichen Porträts, die der Maler von sich anfertigte. Dabei handelte es sich um ein Gemälde, das entstand, als er noch nicht auf dem Höhepunkt seiner Popularität war, einige Jahre vor dem bedeutenden Umzug von München nach Berlin. Im gleichen Jahr entstand der „Blick aus dem Atelier München-Schwabing“, die „Bacchanale“ sowie das „Mädchen mit langem Kleid.“ Vor allem ersteres steht durch die Darstellung des Blickes aus dem Atelierfenster in einem thematischen Zusammenhang, während die beiden anderen Bilder keine Parallelen aufzeigen.
Corinth malte seit 1886 in regelmäßigen Abständen Selbstporträts, in keinem der anderen Porträts kommt allerdings das Skelett vor. Das Motiv des aufgehängten Skeletts mit ihm auf einem Bild griff er 1916 in „Der Künstler und der Tod“ nochmals auf, diesmal ohne Atelierfenster und stattdessen mit einem Ziegenschädel in Form einer an die Wand gehängten Trophäe im Hintergrund. In seinen späteren Graphiken und Zeichnungen, die nach seinem Schlaganfall 1911 und dem Kriegsverlust 1918 entstanden, ist der Tod in Form eines Totenschädels allerdings sehr häufig zu finden. Hier verleiht er dem Tod allerdings wieder seine bedrohliche Symbolik, die er in diesem Gemälde vermissen lässt. Durch seine persönlichen Rückschläge verstärkt, wurde der Tod in seinen späteren Werken wieder zur Allegorie, „die ihn bis zum Ende seines Lebens herausfordern sollte.“ Besonders beeindruckend ist dies in der Mappe mit sechs Kaltnadelradierungen, die unter dem Namen „Der Totentanz“ 1921 erschien, zu sehen. In allen sechs Bildern werden dargestellte Personen mit dem Tod in Form eines Totenschädels konfrontiert.

## Einfluss auf spätere Künstler
Das „Selbstporträt mit Skelett“ wurde in seiner bildlichen Konzeption 1984 in sehr ähnlicher Weise von dem Künstler Manfred Bluth aufgegriffen. In seinem „Porträt Johannes Grützke mit weiblichem Skelett“ stellt er den Künstlerkollegen Johannes Grützke ebenfalls vor einem Atelierfenster neben einem aufgehängten Skelett dar. In diesem Gemälde sind die Positionen allerdings vertauscht und das Fenster nimmt nicht die gesamte Wand ein. Zwischen den beiden Protagonisten befindet sich hier ein Fernglas, das auf der Fensterbank liegt.

## Provenienz
Das Bild „Selbstporträt mit Skelett“ befand sich seit 1899 im Besitz von Dr. A. Ulrich, der es ebenso wie „Die Hexen“ (BC 145) und „Die Versuchung des Heiligen Antonius“ (BC 149) von 1897 gekauft hatte. Aus seinem Besitz wurde das Werk an die Städtische Galerie im Lenbachhaus verkauft.

## Zitate
1. 1 2 3  Charlotte Berend-Corinth: Lovis Corinth: Die Gemälde. Neu bearbeitet von Béatrice Hernad. Bruckmann Verlag, München 1958, 1992; BC 135, S. 74. ISBN 3-7654-2566-4.
2. ↑  The Metropolitan Museum of Art: German Masters of the Nineteenth Century: Paintings and Drawings from the Federal Republik of Germany, Harry N. Abrams, New York 1981, ISBN 0-87099-263-5, S. 60.
3. ↑  Peter-Klaus Schuster, Christoph Vitali, Barbara Butts 1996, Seite 117.